# Aarelandschaft zwischen Thun und Bern

Luftbild der Aarelandschaft gegen Südosten mit den Berner Alpen im Hintergrund (1934)

Als «Aarelandschaft zwischen Thun und Bern» wird ein Schweizer Landschaftsschutzgebiet im Bundesinventar der Landschaften und Naturdenkmäler von nationaler Bedeutung (BLN) bezeichnet. Das im Inventarwerk definierte Gebiet mit der BLN-Objektnummer 1314 hat eine Fläche von 1040 Hektaren und folgt als schmaler, etwa 20 Kilometer langer Landstreifen dem Flusslauf der Aare im Kanton Bern. Die geschützte Zone beginnt unterhalb der Aarebrücke des Autobahnzubringers (Hauptstrasse 221.1, Gurnigelstrasse) nördlich von Thun und erstreckt sich bis zur Auenlandschaft Elfenau/Eichholz am Stadtrand von Bern.

Aarelandschaft bei Muri vor der Flusskorrektion (Johann Ludwig Aberli, 1784)

Das Landschaftsschutzgebiet umfasst sowohl Räume mit einer wenig beeinträchtigten Naturlandschaft am Fuss des Belpbergs als auch den durch Flussbauprojekte stark veränderten, weitgehend künstlich gestalteten Lauf der Aare sowie kleine Gebiete der an die Flussaue angrenzenden Kulturlandschaft, die durch eine intensive Landwirtschaft, Tätigkeiten anderer Branchen, den Freizeitverkehr sowie Infrastrukturanlagen geprägt ist. Einige Naturflächen mit einer besonders grossen Bedeutung für Flora und Fauna sind als eigentliche Naturreservate stärker geschützt. Ein langfristiges Programm zur Renaturierung von einst verbauten Flussabschnitten gibt dem Fluss stellenweise wieder mehr Raum und verbessert den Schutz vor Hochwasser. 
Das Gebiet entspricht ungefähr dem ursprünglichen Objekt 2.45 «Aarelandschaft Thun–Bern» des KLN-Inventars aus den 1960er Jahren. Gegenüber dem KLN-Vorschlag wurde die Fläche des 1983 in das BLN aufgenommenen Gebiets 1314 etwas verkleinert.
Der nördliche Abschnitt des Landschaftsschutzgebiets ist als Schutzobjekt «Aare/Giesse» auch im Bundesinventar der Moorlandschaften von besonderer Schönheit und von nationaler Bedeutung aufgeführt und bildet zudem mit der Bezeichnung «Belpau» ein Smaragdgebiet gemäss dem Übereinkommen über die Erhaltung der europäischen wildlebenden Pflanzen und Tiere und ihrer natürlichen Lebensräume (Berner Konvention).

## Geografie

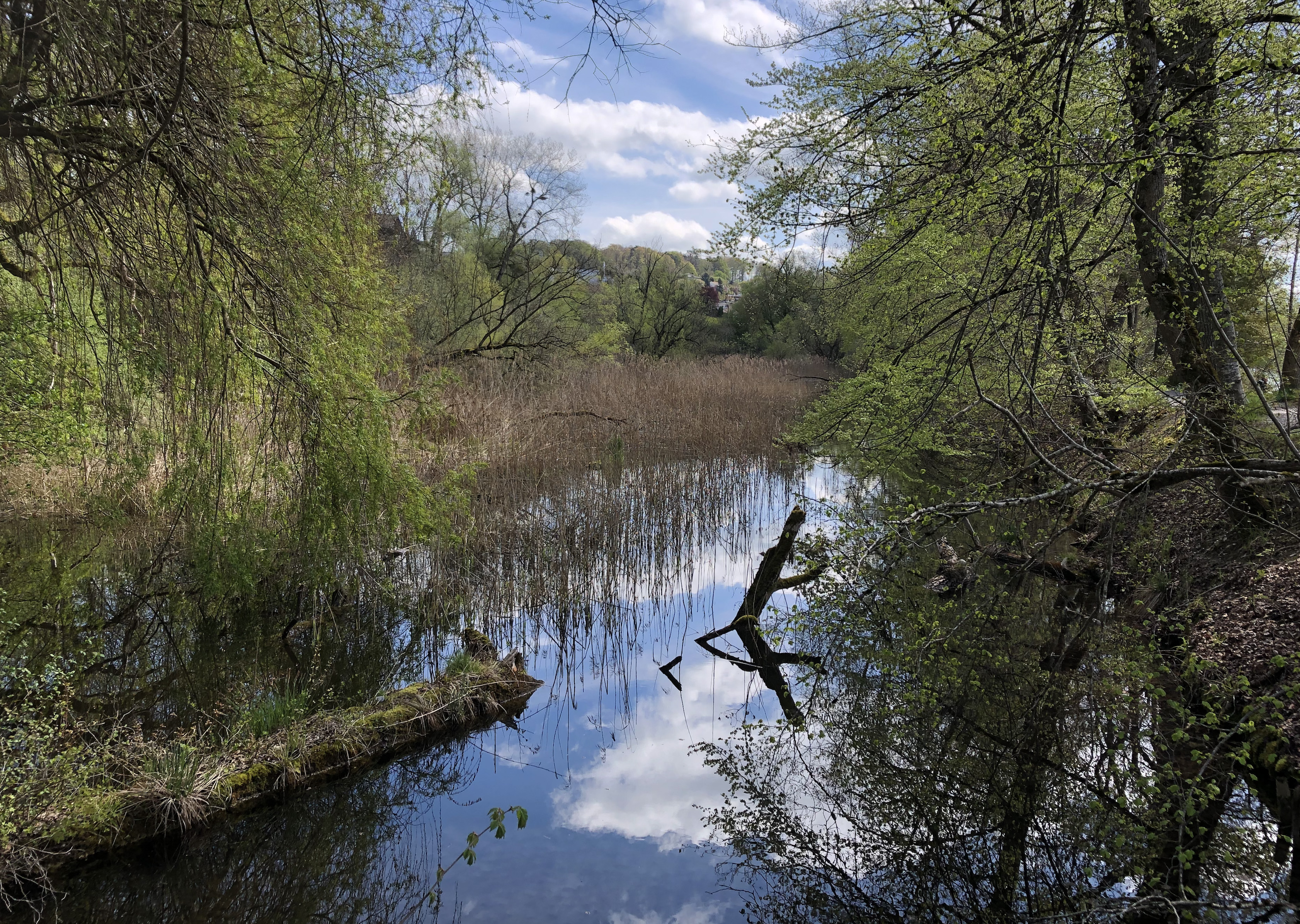
Altlauf der Aare in der Wehrliau

Das BLN-Gebiet 1314 liegt im Schweizer Mittelland am Flusslauf der Aare. Es umfasst neben dem Flussbett einen meist ganz schmalen Landstreifen an beiden Ufern, der oft nur wenige hundert Meter und stellenweise sogar fast nur so breit wie das Gerinne der Aare selbst ist und nur ausnahmsweise, wie bei der Neuzälgau bei Kiesen, ein etwas mehr als einen Kilometer breites Gebiet einschliesst. Dieser bei der Entstehung des Inventars festgesetzte Perimeter beschränkt den Landschaftsschutz auf das Reliktgebiet der Auenlandschaft mit Feuchtgebieten und Resten des Auwalds und betrifft damit die angrenzenden Landwirtschafts- und Siedlungsflächen im Aaretal kaum. Grössere Landwirtschaftsbetriebe gibt es nur im südlichen Bereich des BLN-Gebiets.
Im Landschaftsschutzgebiet liegen Flächen der Gemeinden Allmendingen, Belp, Bern, Gerzensee, Jaberg, Kehrsatz, Kiesen, Kirchdorf, Köniz, Münsingen, Muri bei Bern, Rubigen und Wichtrach im Verwaltungskreis Bern-Mittelland sowie Heimberg, Uetendorf und Uttigen im Verwaltungskreis Thun. Die Aare bildet auf der ganzen Länge im BLN-Gebiet eine Grenze zwischen verschiedenen Gemeinden.

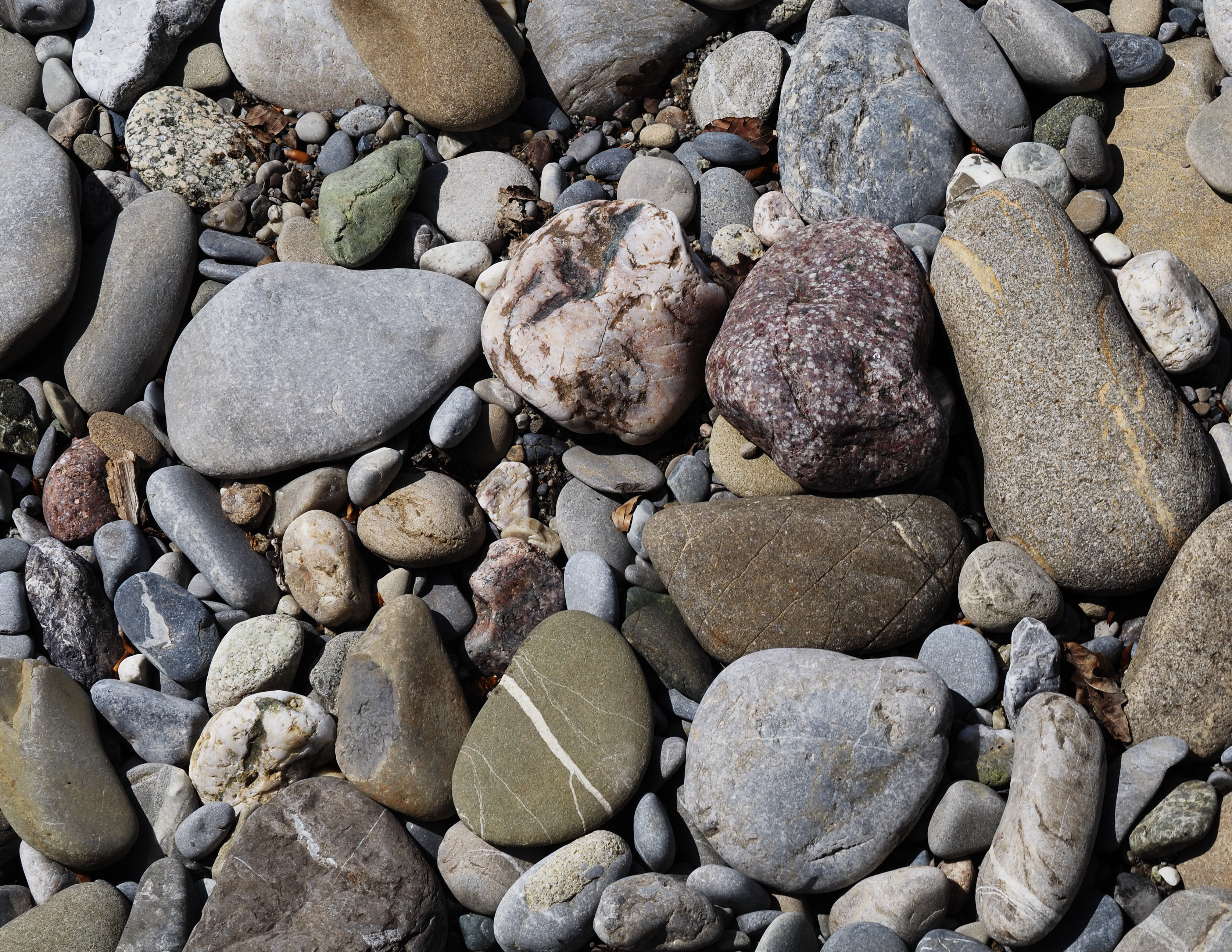
Kiesgeröll am Aareufer

Am Südrand des Raumes liegt die Aare kurz nach der Mündung der Zulg bei der Zubringerbrücke zur Autobahn A6, wo das linke Ufer zum Gebiet von Uetendorf und das rechte zu Heimberg gehört, im kanalisierten Flussbett zwischen hohen Ufersicherungen aus Steinblöcken auf der Höhe von etwa 546 m ü. M. Am unteren Ende der Strecke liegt sie zwischen der Elfenau im Gebiet von Bern und dem Auwald Eichholz bei Wabern, einem Ortsteil von Köniz, auf etwa 505 m ü. M. Das gesamte Sohlgefälle von ungefähr 40 Metern überwindet die Aare mit zahlreichen kleinen Stromschnellen, die teilweise durch anstehende Felsen im Untergrund und teilweise durch Kiesbänke gebildet werden. Die Flussdynamik des einst in der breiten Auenlandschaft mäandrierenden und wegen schwerer Überschwemmungen gefürchteten Gewässers wurde durch die Verbauungen im 19. Jahrhundert stark eingeschränkt. Beim schnellen Durchströmen erodiert die Aare jedoch den Kiesboden im kanalisierten Flussbett. Um die Ufer zu sichern, wurden mancherorts Buhnen aus Stein oder Holz eingebaut; einzelne Bereiche der erosionsgefährdeten Uferböschungen wurden im 20. Jahrhundert betoniert. Im Gegensatz zu den Flussstrecken unterhalb von Bern ist die Aare zwischen Thun und Bern nicht für Wasserkraftwerke genutzt.
Bei der jahrhundertelangen dramatischen Geschichte der Aarehochwasser spielte bis im 18. Jahrhundert die Kander eine entscheidende Rolle. Der drittgrösste Nebenfluss der Aare mündete früher nördlich von Thun in die Aare und beeinflusste nach sehr starken Niederschlägen in den westlichen Berner Alpen den Wasserstand in der Aareebene. Aus dem Einzugsgebiet der Kander stammte auch ein grosser Teil der Sedimente in diesem Gebiet. Seit der Korrektion von 1714 mündet die Kander bei Einigen in den Thunersee, dessen Abfluss in Thun mit Schleusen geregelt wird. Dadurch ist die Zufuhr von Geschiebe in die Aarelandschaft weitgehend zum Erliegen gekommen.

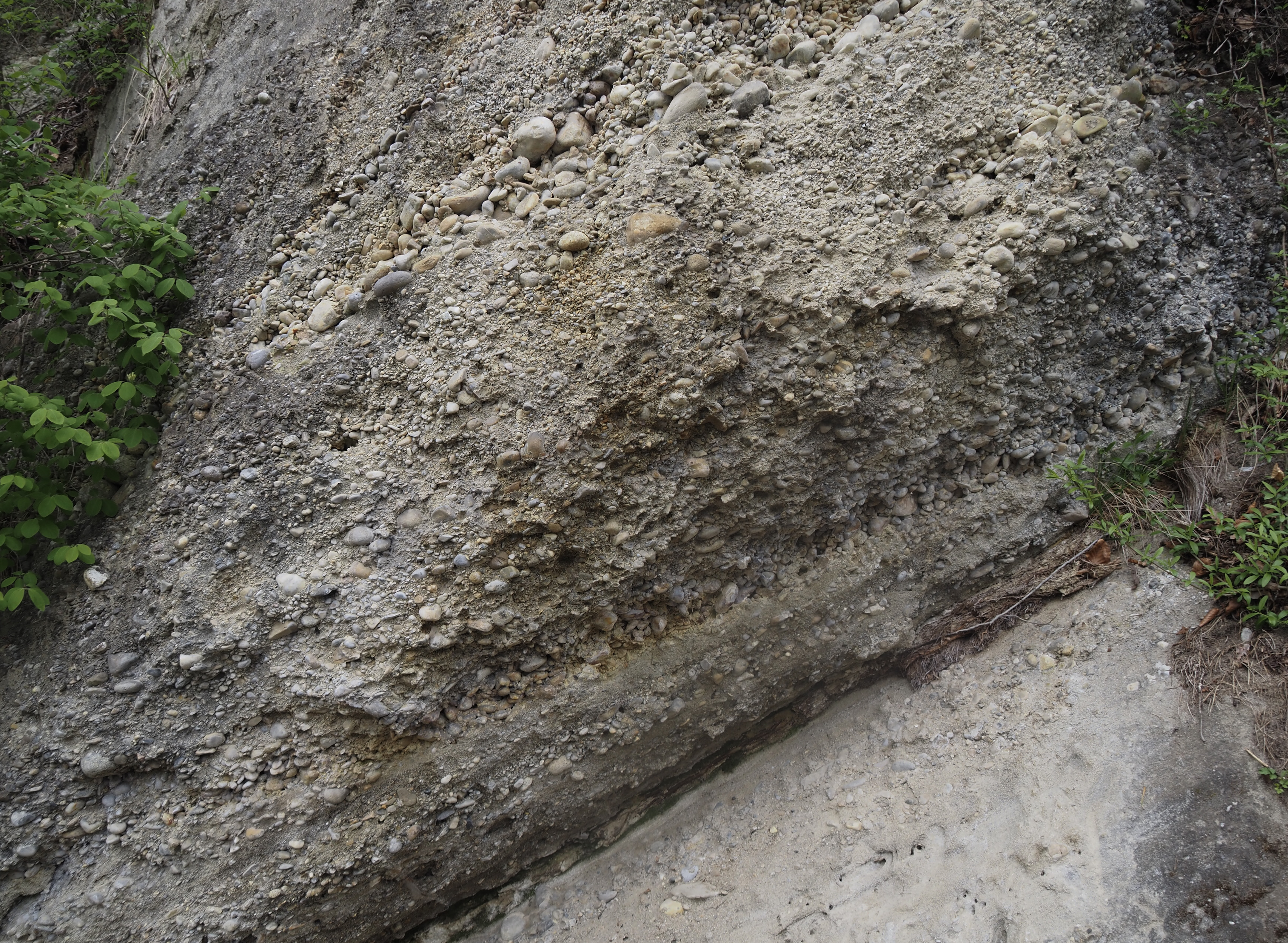
Molassefelsen neben der Raintalau

Durch das noch heute Chandermatte genannte Schwemmgebiet bei Uttigen fliesst jetzt der Glütschbach in die Aare. Deren weitere Nebengewässer bis Bern sind im BLN-Gebiet der Chrebsbach (von rechts), der Thuner Entlastungskanal (von links), die Rotache (rechts), die Chise (rechts), der Gestelegraben (links), der Wartholzgraben (links), der Fargraben (links), der Neumattgraben (links), der Wintergraben (links), der Rohrgraben (links), der Schützefargraben (links), der Cheergraben (links), die Giesse von Münsingen (rechts), der Märchligebach (rechts), die Gürbe (links) und die Elfenauer Giesse. Einige weitere Zuflüsse aus der Ebene und den umliegenden Höhen wurden beim Bau der Hochwasserschutzdämme vom Fluss abgeschnitten und münden indirekt über andere Zuflüsse in die Aare so wie zum Beispiel die Belper Giesse, die im unteren Abschnitt Aargiessen-Kanal heisst und in die Gürbe eingeleitet ist.

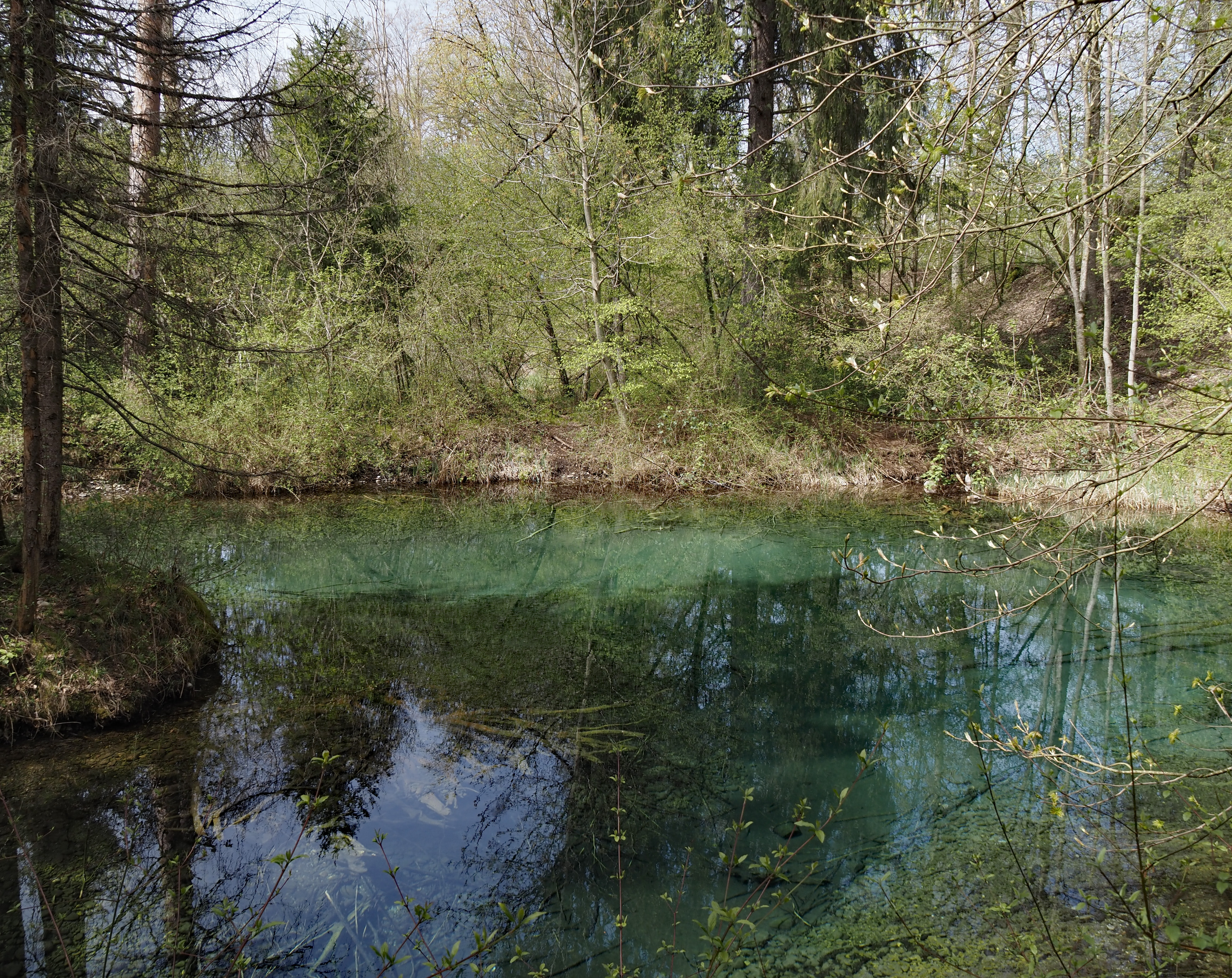
Quellaufstoss im Belper Auwald

Die Landschaft des Aaretals hat beidseits des Flusses einen unterschiedlichen Charakter. Im Süden folgt das Flussbett der tiefsten Linie zwischen dem alten Schwemmfächer der Kander auf der linken Seite und dem Felsmassiv des Hügels bei Thungschneit, wo der alte Hauptarm der Aare vor der Gewässerkorrektion einem Prallhang am rechten Ufer entlang strömte. Während sich unterhalb davon neben dem rechten Ufer von Kiesen bis Münsingen die breite Schwemmebene der ehemaligen Auenlandschaft mit flachen Bachschuttkegeln erstreckt, erhebt sich links der steile Abhang des langgezogenen Belpbergs mit teilweise direkt über dem Fluss aufsteigenden Felswänden. Im flachen Schwemmgebiet speisten früher viele Quellaufstösse, die «Giessen» genannt werden, einige kleine Bäche, die neben der Aare langsam durch das Feuchtgebiet zogen und nordwestlich von Münsingen das Sumpfgebiet der Hunzikenau an der Aare erreichten. Bei Rubigen ändert sich das Landschaftsbild wieder; die Hügel von Allmendingen und Muri mit der Raintalau begrenzen auf der rechten Seite den Talboden, der links die mehrere Quadratkilometer grosse Ebene des Belpmoos umfasst. Diese Fläche entstand als Schwemmkegel der Gürbe, die nun die Aare wiederum an die rechte Talseite drängte. Nach der umfassenden Melioration der Gürbeebene ist nur noch ein schmaler Landstreifen an der Aare mit Auwald bedeckt; eine ausgedehnte Waldfläche liegt noch in der Belpau am Nordfuss des Belpbergs und im Landschaftsschutzgebiet.
Die Berge und Hügel neben dem Aaretal sind aus Schichten der mittelländischen Molasse aufgebaut, die im BLN-Gebiet vorwiegend als Nagelfluh mit Lagen von Sandstein und Mergel vorkommt. An die Hügel schliessen Schotterflächen und Moränen der eiszeitlichen Gletscher an; während der Riss-Kaltzeit bedeckte der Rhonegletscher die Landschaft und während der Würm-Kaltzeit der Aaregletscher.
Ältere Flussläufe und Gletschervorstösse gruben in das Molassemassiv tiefe, von den Alpen nach Norden gerichtete Rinnen ein. Das bis zur Aareschlucht bei Bern führende Urtal unter der heutigen Flusslandschaft bei Münsingen und Belp, das nach den Ergebnissen von Sondierbohrungen wohl mehrere hundert Meter tief war, wurde im Quartär mit Seeablagerungen, Moränenschutt und Flussgeschiebe aufgefüllt. Die mächtigen Schotterschichten führen Grundwasser, das für die Wasserversorgung der Region Bern (WVRB) genutzt wird; einige bedeutende Wasserfassungen liegen im BLN-Schutzgebiet. In Senken und in der oft überschwemmten Aue neben der Aare entstanden auf Sand und Lehm grossflächige Moore und Torflager.

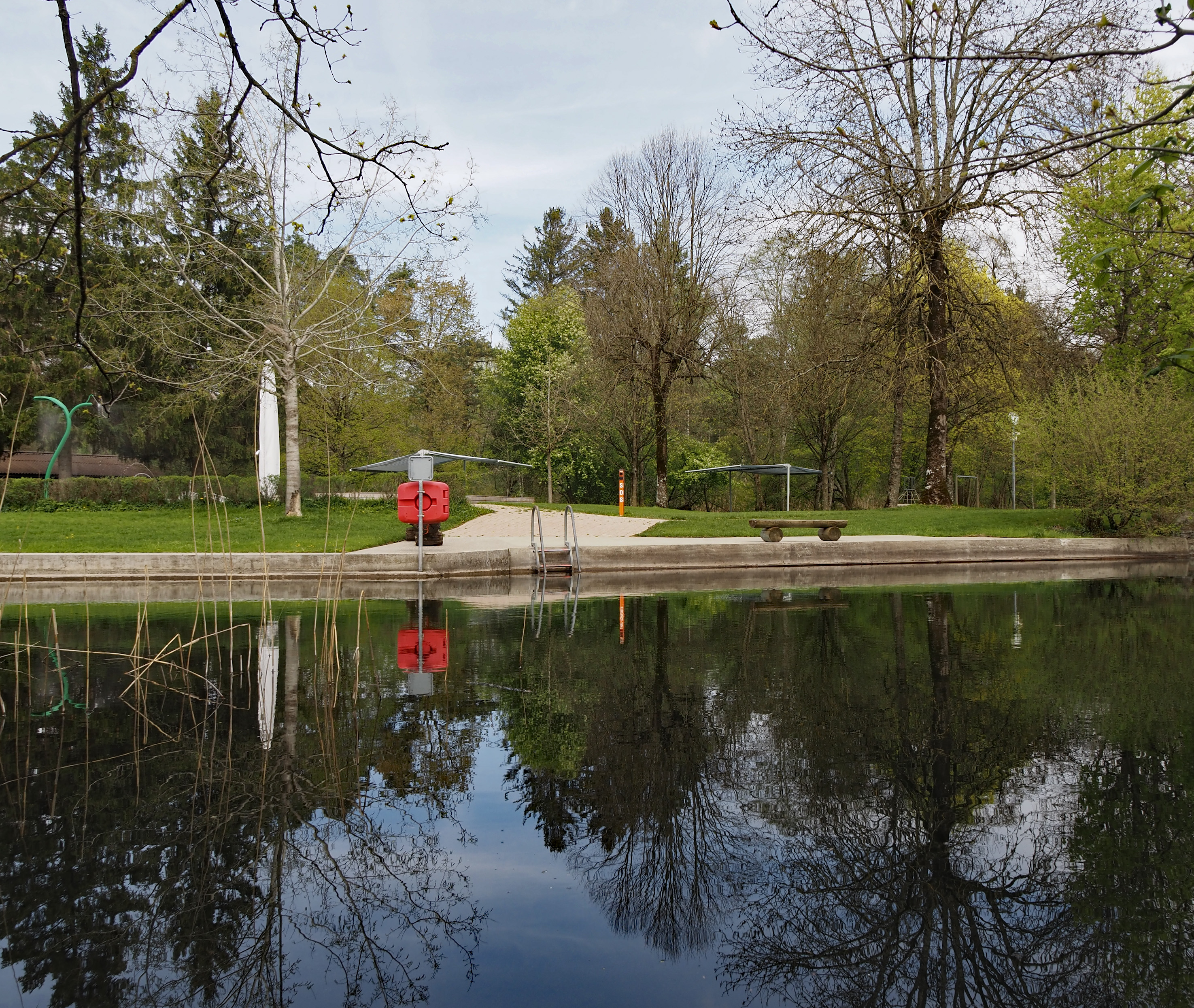
Das Giessebad von Belp

Die Infrastruktur im Aaretal wird heute von einem Abschnitt national und international bedeutender Verkehrskorridore geprägt. Die Verkehrsträger berühren teilweise auch das BLN-Gebiet 1314. Während die Hauptstrasse 6 von Bern nach Thun etwas östlich vom Landschaftsschutzgebiet durch die Ortszentren führt, liegt das Trassee der Autobahn A6 westlich der grossen Siedlungen. Beim Bau der Hochleistungsstrasse in den 1960er Jahren wurde eine Streckenführung nahe am Auwald neben der Aare gewählt, um das Landwirtschaftsgebiet in der Ebene möglichst zu schonen. In der Hunzigenau und der Unteren Kleinhöchstettenau bei Münsingen und Rubigen zerschnitt die Autobahn sogar die bedeutenden, damals noch nicht geschützten Moorflächen. Mit dem Bau der eingezäunten breiten Strasse entstand ein durchgehendes Hindernis für die Wanderung von Wildtieren. Nur noch bei Kiesen und Uttigen verbindet eine Zone mit zusammenhängenden Waldflächen neben dem Fluss Rotache die waldreichen Lebensräume auf beiden Seiten des Aaretals im Gantrischgebiet und im Emmental; diese Stelle neben der Aare wird als national bedeutender, jedoch durch die Autobahn beeinträchtigter Wildtierkorridor eingestuft. Eine Unterführung unter der Schnellstrasse verbessert den Durchgang für die Tiere.

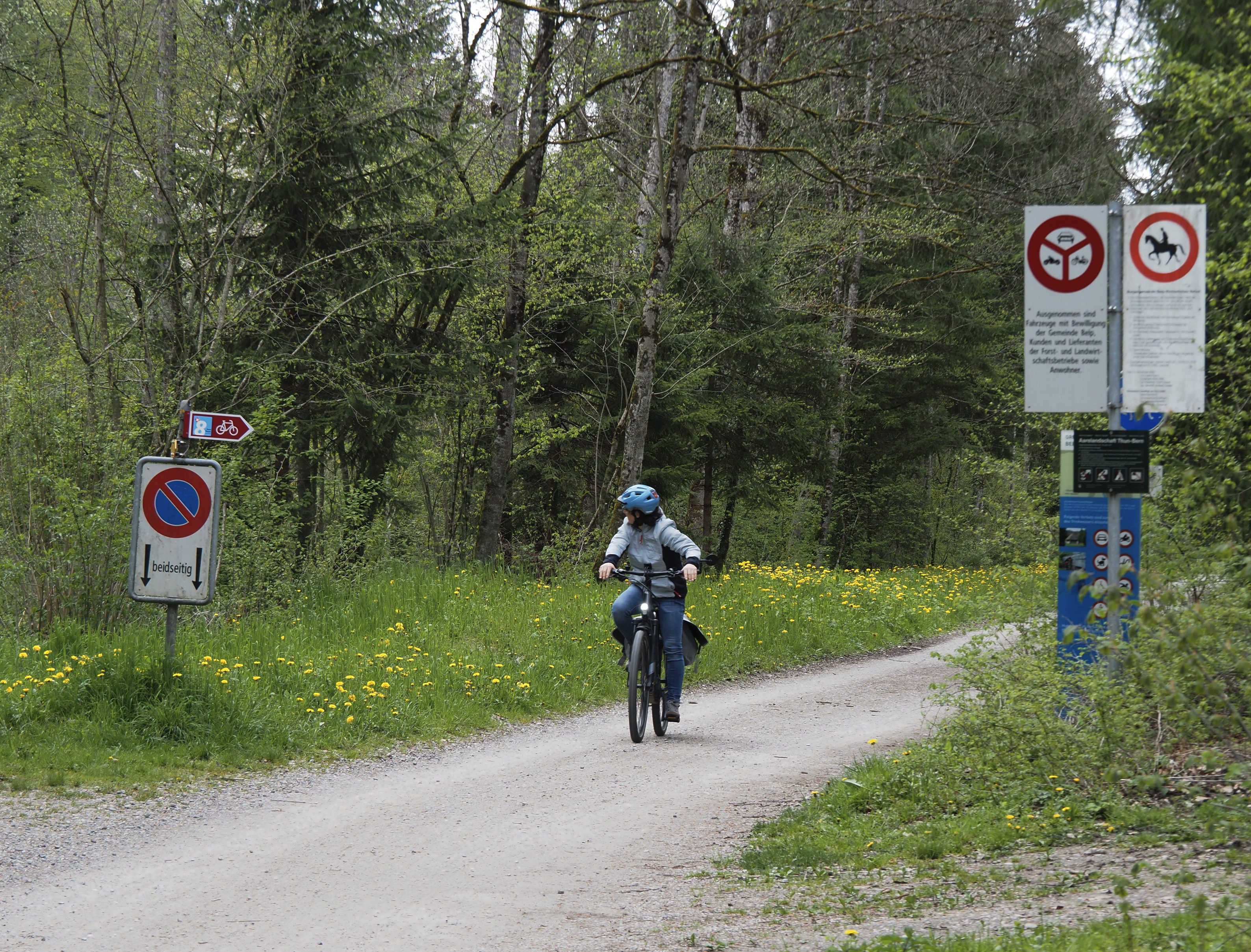
Veloroute im Auwald

Die Autobahnraststätte Münsingen und die Autobahnzufahrten Rubigen und Thun-Nord liegen am Rand des Auwalds und die Verzweigung Kiesen im Wald an der Rotache. Bei der erst nach dem Bau der Autobahn durchgeführten Redaktion des BLN wurde die östliche Grenze des Landschaftsschutzgebiets fast auf der ganzen Länge neben dem schon bestehenden Strassenrand festgelegt, der durchgehend mit Wildtierschutzzäunen oder Lärmschutzwänden gesichert ist. Nur bei Münsingen und Rubigen befinden sich auch östlich der Autobahn gelegene Feuchtgebiete im BLN-Perimeter.
Die Eisenbahnbrücke der Strecke Bern-Thun-Lötschberg, vier Strassenbrücken (Jabergbrücke, Thalgutbrücke, Schützenfarbrücke, Hunzigenbrücke), vier Übergänge für den Langsamverkehr und die Bodenackerfähre zwischen Muri und Wabern überqueren die Aare im Landschaftsschutzgebiet.
Neben mehreren regionalen Wanderwegen führen die nationale Wanderrouten Nr. 2 («Trans Swiss Trail») und Nr. 3 («Alpenpanorama-Weg») sowie die kantonale Route 38 «Via Berna» durch das Gebiet. Auf den Seitendämmen neben der Aare verlaufen Waldstrassen und unbefestigte Wege. Die nationale Veloroute 8 entlang der Aare passiert stellenweise das Landschaftsschutzgebiet. Zudem ist die Aare als Kanuroute gekennzeichnet («Berner Aare Kanu»). Zwischen dem Auengebiet und der Gürbe liegt auf dem Belpmoos, ausserhalb des Schutzgebiets, der Flughafen Bern-Belp.
Mehrere Einrichtungen für Sport und Freizeitkultur befinden sich im Auwald an der Aare, so das Schwimmbad von Münsingen, das «Giessebad» bei Belp, das Strandbad von Muri bei Bern und Picknickplätze. Das Aareufer im Naherholungsgebiet der Stadt Bern wird an vielen Stellen für Freizeitaktivitäten aufgesucht.
Bei Uttigen überquert die Gemmileitung, eine von den Bernischen Kraftwerken (BKW) in den 1960er-Jahren erstellte Hochspannungsleitung, die Aarelandschaft.

## Aarekorrektion

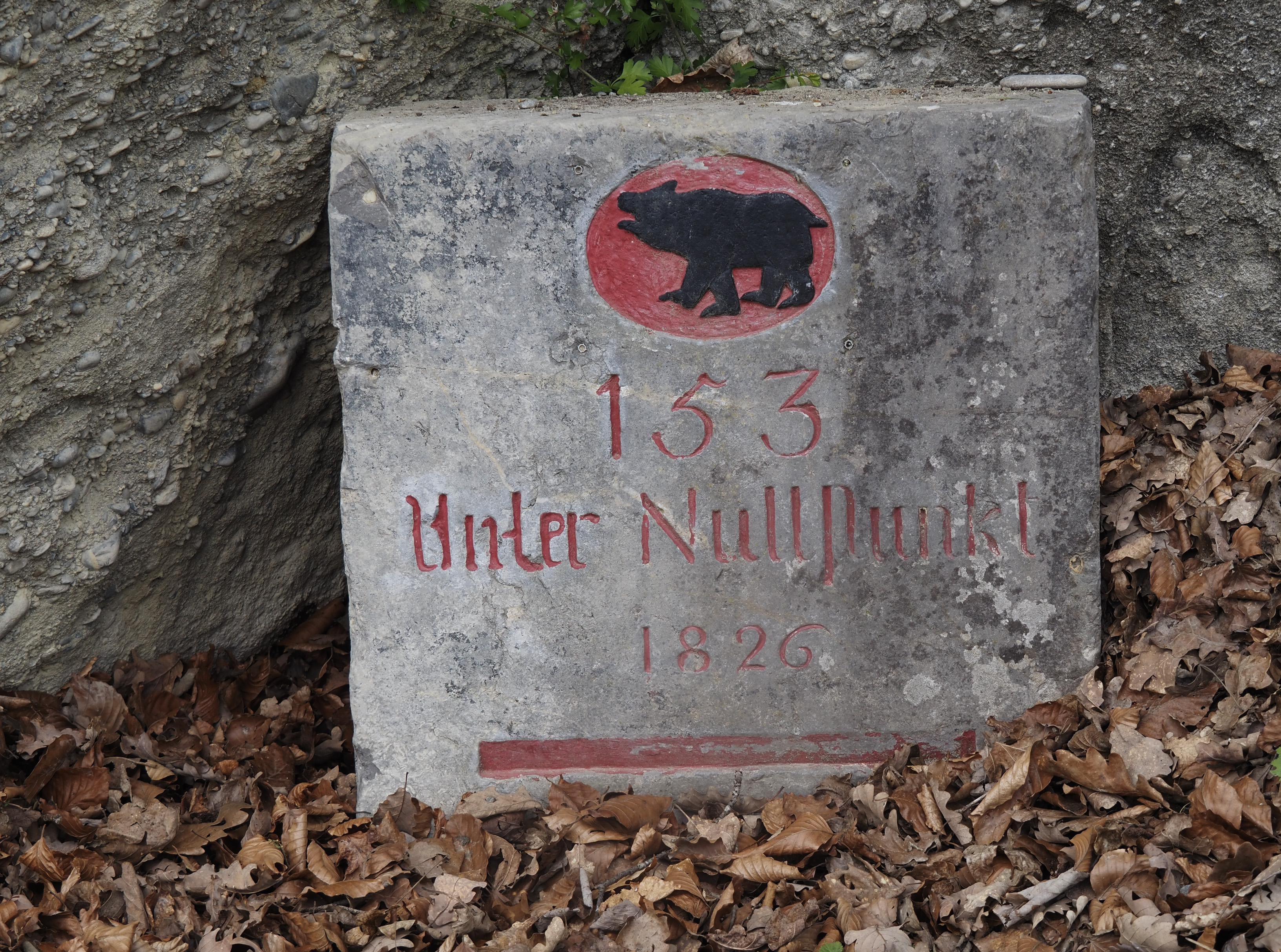
Höhenangabe in der Raintalau:
«153 unter Nullpunkt»

Da einerseits auch nach der Kanderkorrektion von 1714 Aarehochwässer immer wieder die Landschaft im dicht besiedelten Tal bedrohten und andererseits ein oft zu tiefer Wasserstand in den verzweigten Auenrinnen die damals noch wichtige Schifffahrt und Flösserei auf der Aare behinderte, planten die Gemeinden und der Kanton Bern eine Sanierung des wilden Flussgebiets. Weil die einfachen Ufersicherungen der Dörfer und der Schwellenkorporation die Gefahr nur punktuell minderten und dafür Schäden an anderen Stellen verursachten, liess der Staat in den 1780er Jahren in der Nähe von Münsingen erste Dämme am Ostufer der Aare errichten. Im Hinblick auf eine umfassende Verbauung des Flussabschnitts bestellten die Behörden im frühen 19. Jahrhundert bei den erfahrenen Fachleuten für Wasserbau Hans Conrad Escher und Johann Gottfried Tulla Vorschläge für ein zweckdienliches Bauprogramm. Am 27. Februar 1825 beschloss der Grosse Rat des Kantons Bern die Ausführung der Aarekorrektion unter der Oberaufsicht der Schwellenkommission. Die erste Etappe der Korrektion erfolgte von 1824 bis 1859 zwischen Münsingen und der Gürbemündung, die zweite von 1871 bis 1892 zwischen Thun und der Uttigenfluh.
Ein ungewöhnliches historisches Denkmal aus der Anfangszeit dieses Flussbauprojekts steht am rechten Aareufer unter der Sandsteinfluh an der Raintalau bei Rubigen. Eine Kalkplatte trägt neben dem Relief eines Berner Bären die Inschrift «153 Unter Nullpunkt 1826» und eine eingehauene Höhenlinie. Der fest im Boden verankerte Stein befindet sich gemäss der modernen Geodäsie auf der Höhe von 515 m ü. M. Die negative Höhenangabe (minus 153) bezieht sich nicht auf die damals noch wenig entwickelte Landesvermessung der Schweiz, sondern auf ein regionales ad hoc-Nivellement der Aare; die Geometer bestimmten ausgehend von einem eigens für das Projekt definierten Nullpunkt in der Stadt Thun die Höhe der Ufer an der Flussstrecke bis nach Bern. Die ebenfalls noch vorhandene, ähnlich gestaltete Inschrift beim sogenannten «HauptNullpunkt» neben der Oberen Aareschleuse in Thun markiert das damals gewählte Ausgangsniveau etwas über dem heutigen Höchstwasserstand des Thunersees. Die Höhendifferenz vom aktuellen normalen Seespiegel auf 558 m ü. M. bis zum Stein in der Raintalau beträgt 43 Meter. Die Angabe auf der unteren Inschrift rechnet mit dem Berner Schuh als damals üblichem Längenmass, der 0,293 Meter entspricht. Das ergibt umgerechnet die Höhendifferenz von 44,86 Meter vom Hauptnullpunkt bis in die Raintalau. Der Berner Schuh wurde 1835, also während der Bauarbeiten an der Aare, mit dem «Konkordat über eine gemeinsame schweizerische Mass- und Gewichtsordnung» durch das Metrische System abgelöst.

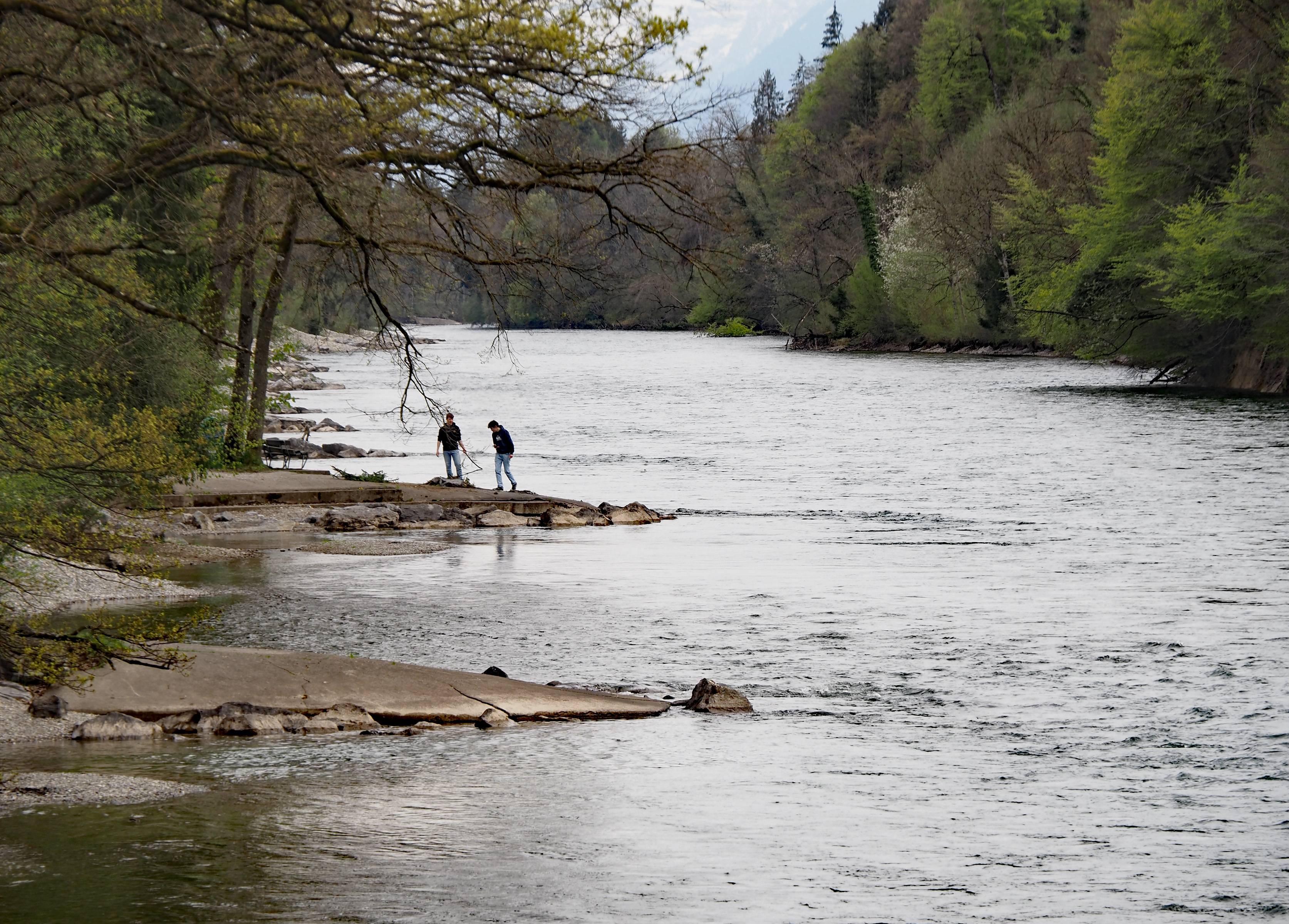
Ufersicherung mit Buhnen

Im März 1825 bewilligte der Grosse Rat von Bern einen Projektkredit von jährlich 25'000 Franken. Die Flusskorrektion begann im unteren Flussgebiet bei Münsingen. Querdämme durch die Auen bis zum geplanten neuen Flussbett verhinderten nach und nach den Abfluss durch die Seitenarme, und schliesslich grenzten Leitdämme den Aarelauf auf das geplante, begradigte Gerinne ein. Buhnen in regelmässigen Abständen hemmten in Strecken mit einem grösseren Sohlgefälle die Erosionskraft des Wassers. 1830 ersetzte die erste Jabergbrücke die Aarefähre bei Kiesen, 1836 die Hunzigenbrücke die beiden Fähren von Münsingen und Rubigen, aber erst 1884 die Schützenfarbrücke die Fähre am Belpberg. 1859 war die Verbauung des Flussabschnitts von Münsingen bis zur Gürbemündung abgeschlossen.
Das ehemalige Schachenland im Auengebiet bei Münsingen wurde mit Ausnahme der tiefer liegenden Sumpfzonen zu Kulturland gemacht. Inzwischen war nach weiteren schweren Hochwassern das kantonale Wasserbaugesetz von 1857 in Kraft getreten, das auch andere Flusskorrektionen wie im Aarboden bei Meiringen möglich machte. Das Gesetz auferlegte den Eigentümern der Grundstücke an den Gewässern die Verantwortung für den Unterhalt der Schutzbauten, die so genannte «Schwellen- und Dammpflicht». Auch die Korrektion der Gürbe begann in den 1850er Jahren.

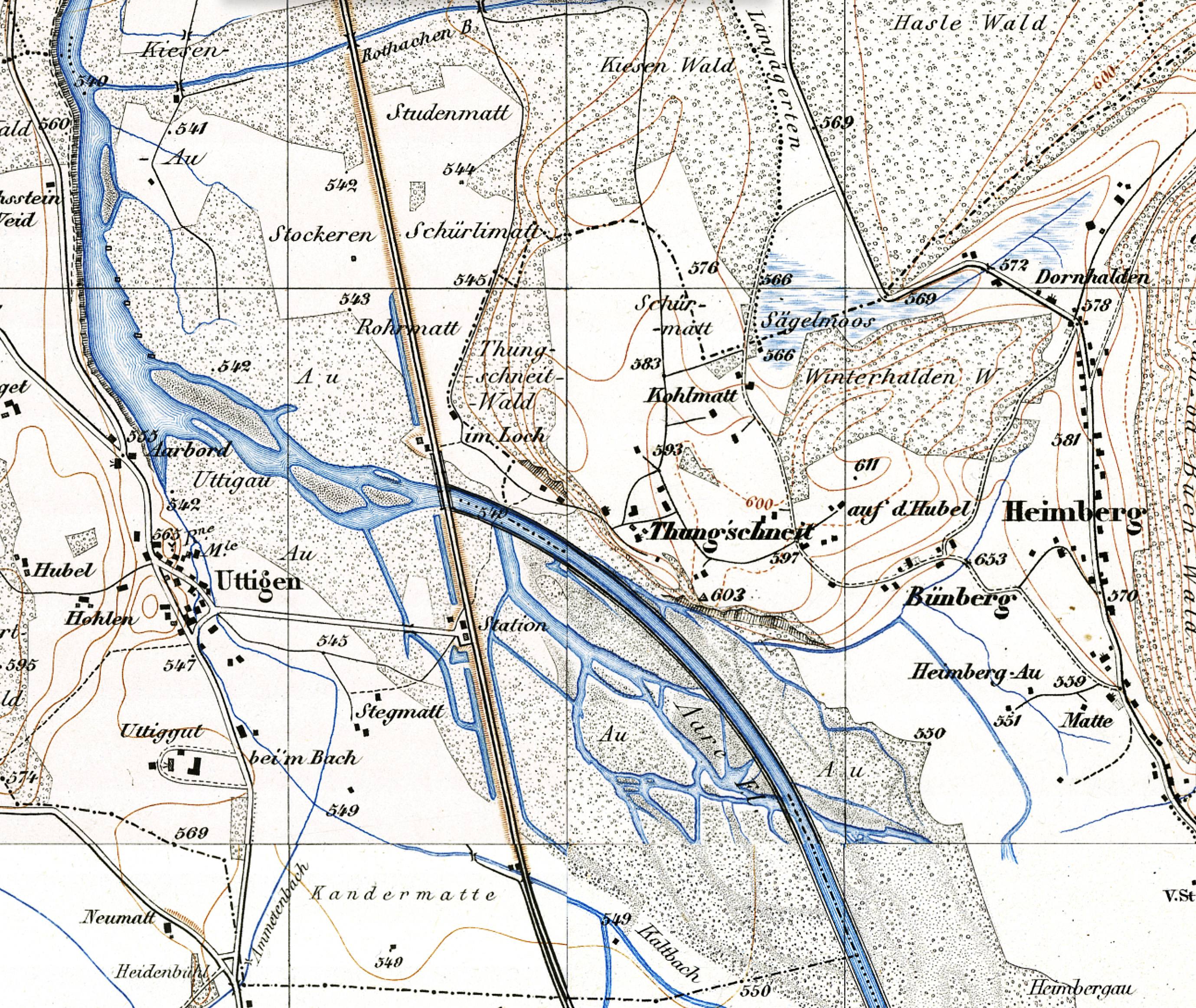
Auenlandschaft der Aare bei Uttigen mit Bahnlinie und Teilstrecke des neuen Aarekanals (um 1900)

Im Jahr 1859 nahm die Schweizerische Centralbahn die Bahnstrecke von Bern nach Thun in Betrieb. Auf einem langen, geraden Damm durchquerte die Bahn die breite Auenlandschaft der Aare bei Uttigen. Die neue Eisenbahnbrücke engte das weitverzweigte Gewässer auf eine schmale Abflussrinne ein, wo wegen der Sohlerosion die Unterspülung der Widerlager drohte. Doch erst ab 1871 konnte der Kanton Bern mit einer Subvention durch den Bund die Flussstrecke von Thun bis nach Uttigen kanalisieren und damit auch die Eisenbahnbrücke sichern. Bis 1892 wurde schliesslich die Verbauung von der Gürbemündung bis zum Schwellenmätteli in Bern ausgeführt.

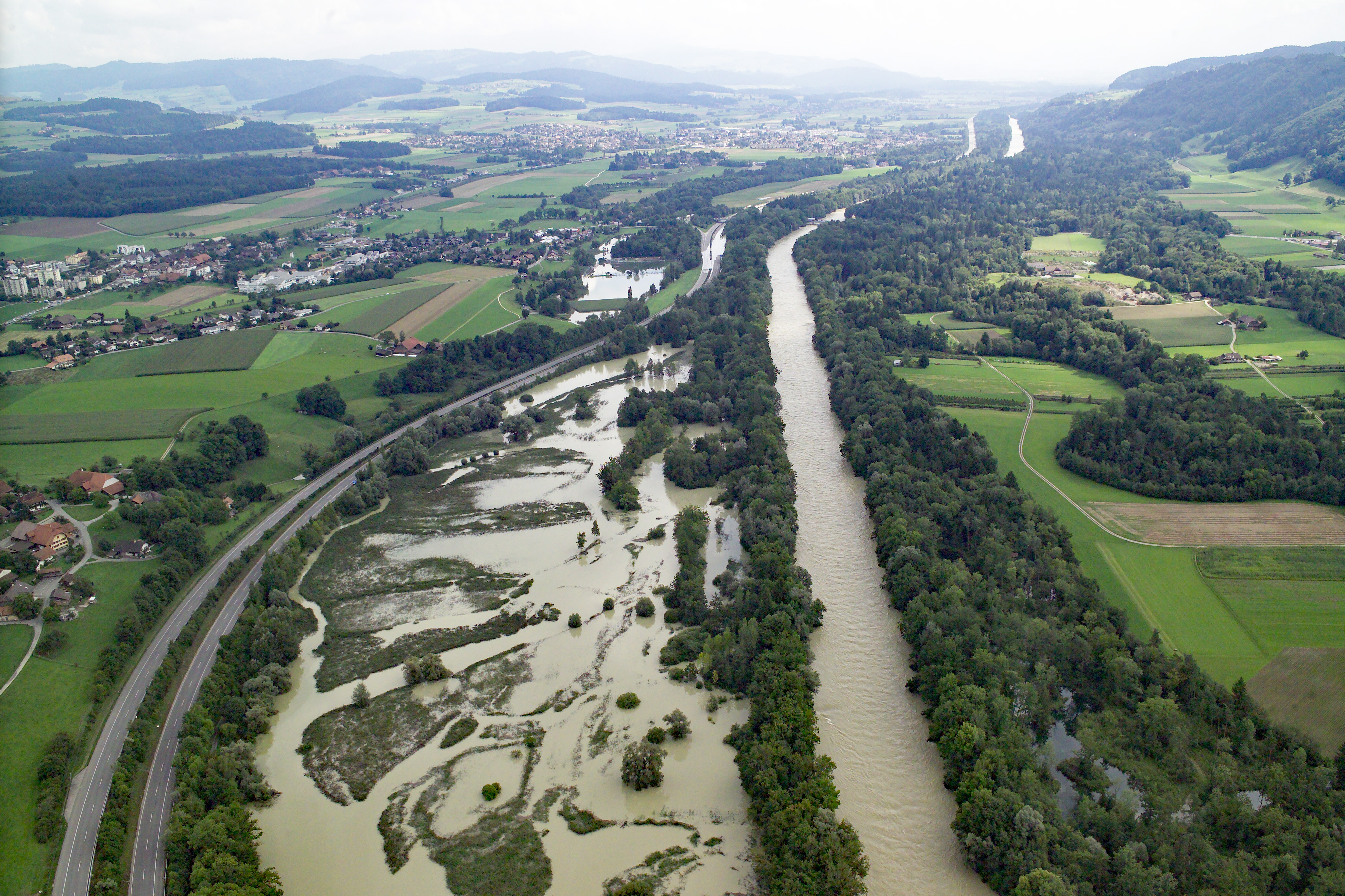
Überschwemmung nach einem Aarehochwasser, August 2005 (Bild: ETH-Bibliothek)

Auch im 20. Jahrhundert traten die Aare und die Gürbe bei vielen Hochwasserereignissen über die Ufer. Nach schweren Überschwemmungen von 1990 und 1995 begann der Kanton Bern mit der Renaturierung der Auenlandschaft bei Belp, Muri und Rubigen. Die befestigten Böschungen wurden stellenweise aufgebrochen, Aufweitungen und neue Seitengerinne mit frischen Kiesinseln wieder der Flussdynamik überlassen, in zusätzlichen Überschwemmungsräumen entstanden neue Stillgewässer. Das auf mehrere Jahrzehnte angelegte Revitalisierungsprojekt mit dem Namen «aarewasser» gibt der Aarelandschaft zwischen Thun und Bern eine neue, für die Gewässer und den Lebensraum vorteilhaftere Gestalt. Das vom Kanton Bern, den Gemeinden im Gebiet und der Schwellenkorporation Aare-Zulg-Korrektion getragene Sanierungsprogramm rechnet mit Investitionskosten von rund 100 Millionen Franken. Es bezweckt den Schutz vor Hochwasser, die Sicherung der Trinkwasserreserven, die Aufwertung der Naturlandschaft und die Erhaltung des Naherholungsgebiets. Durch die veränderte Flusslandschaft führen neu angelegte Fusspfade, die auf Brücken und Stegen die Bäche überqueren. 2009 verliehen der Verein für Ingenieurbiologie, die schweizerische Naturschutzorganisation Pro Natura, der Schweizerische Wasserwirtschaftsverband und der Verband Schweizer Abwasser und Gewässerschutzfachleute VSA dem Kanton Bern für die Äufnung des kantonalen Renaturierungsfonds den «Gewässerpreis Schweiz».

## Naturschutzgebiete

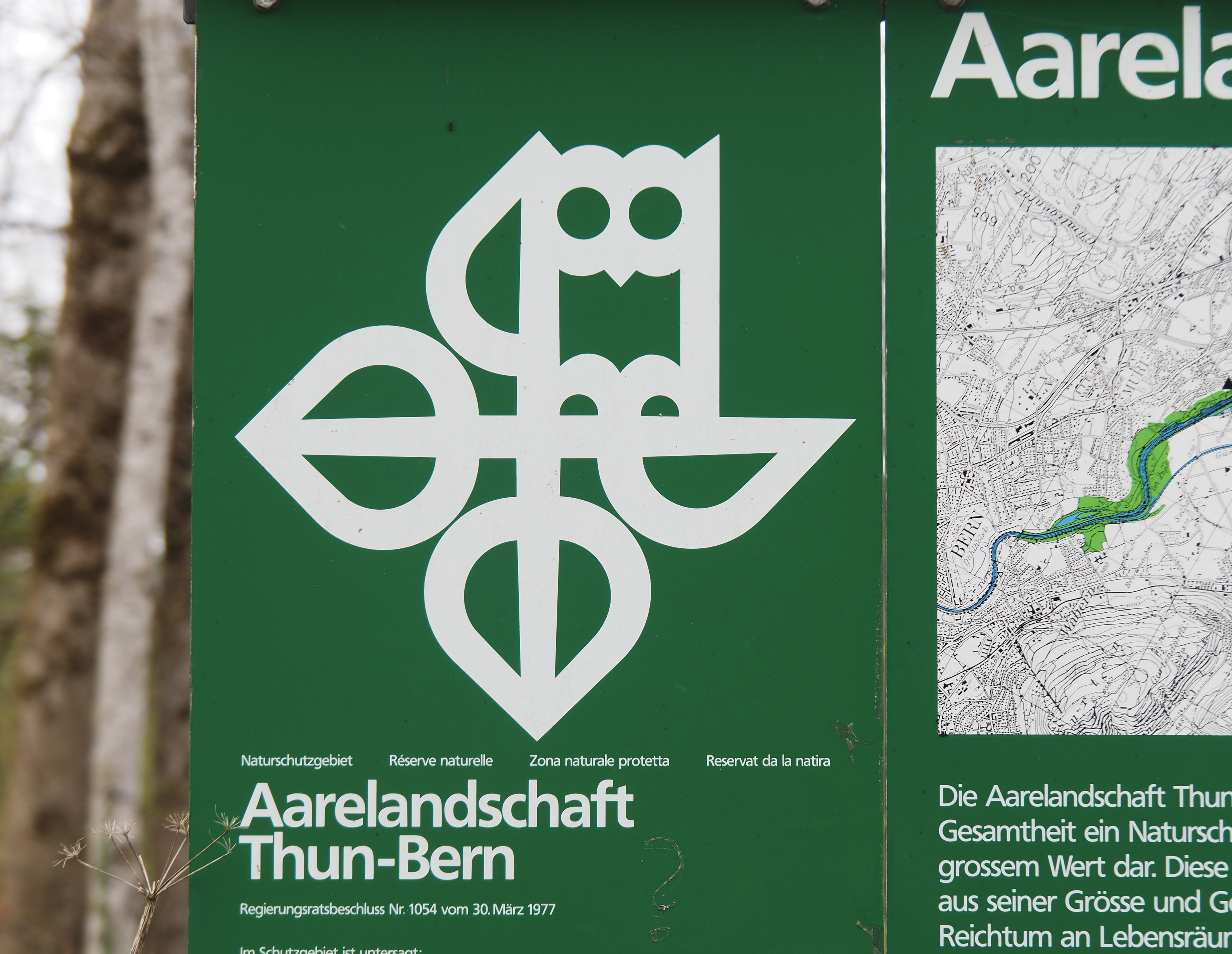
Schutzgebiet-Signet
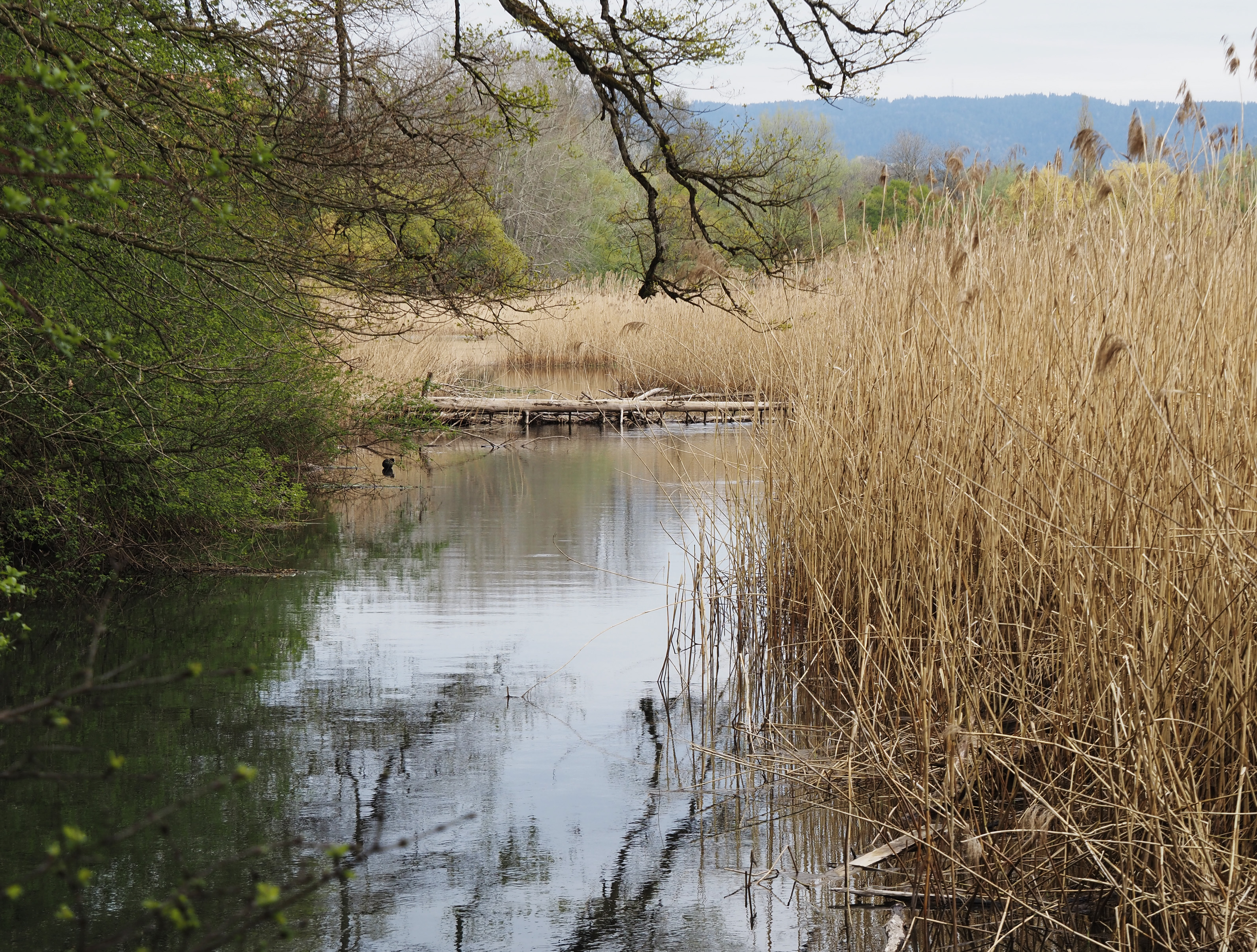
Kleinhöchstettenau
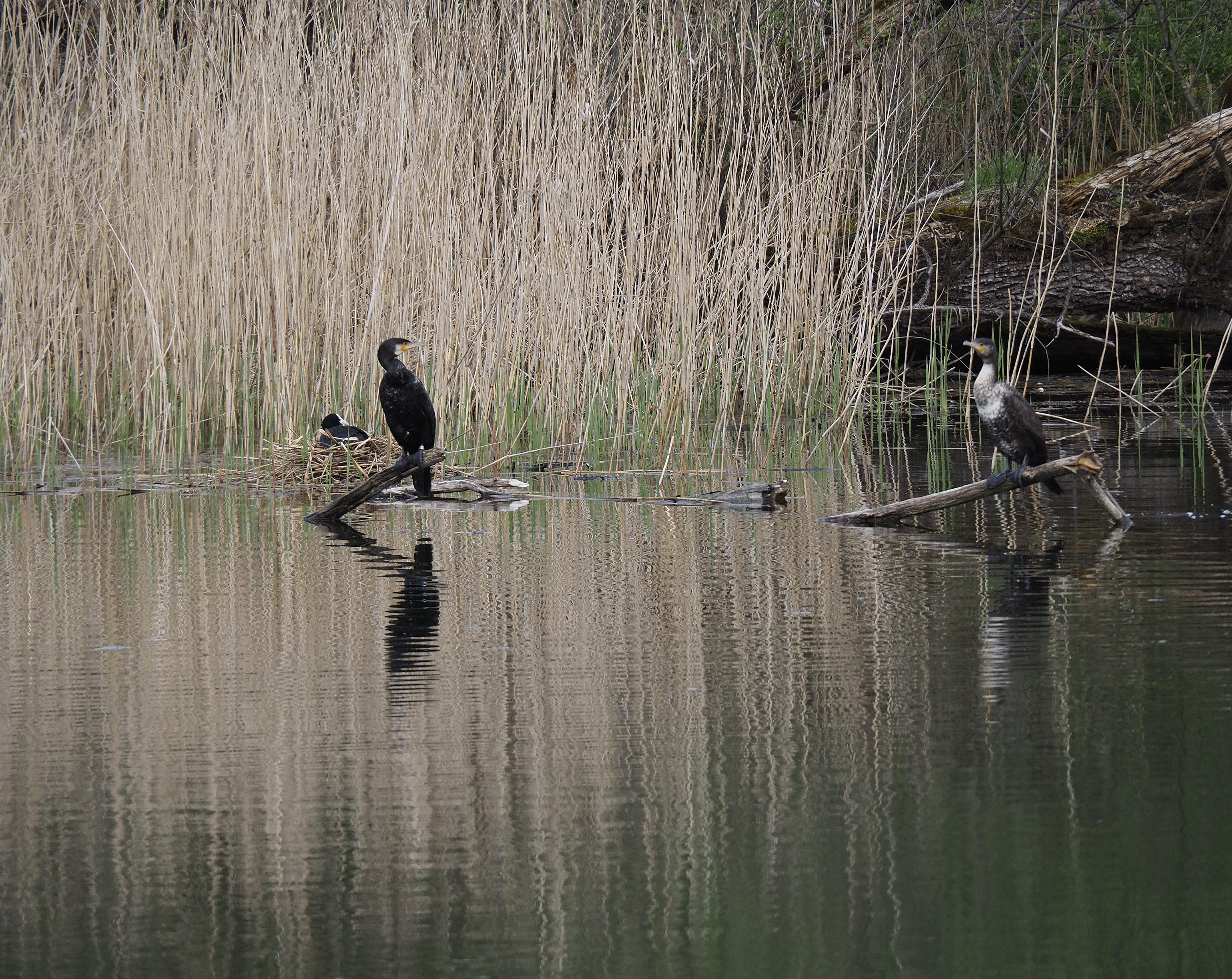
Kormorane in der Hunzigenau
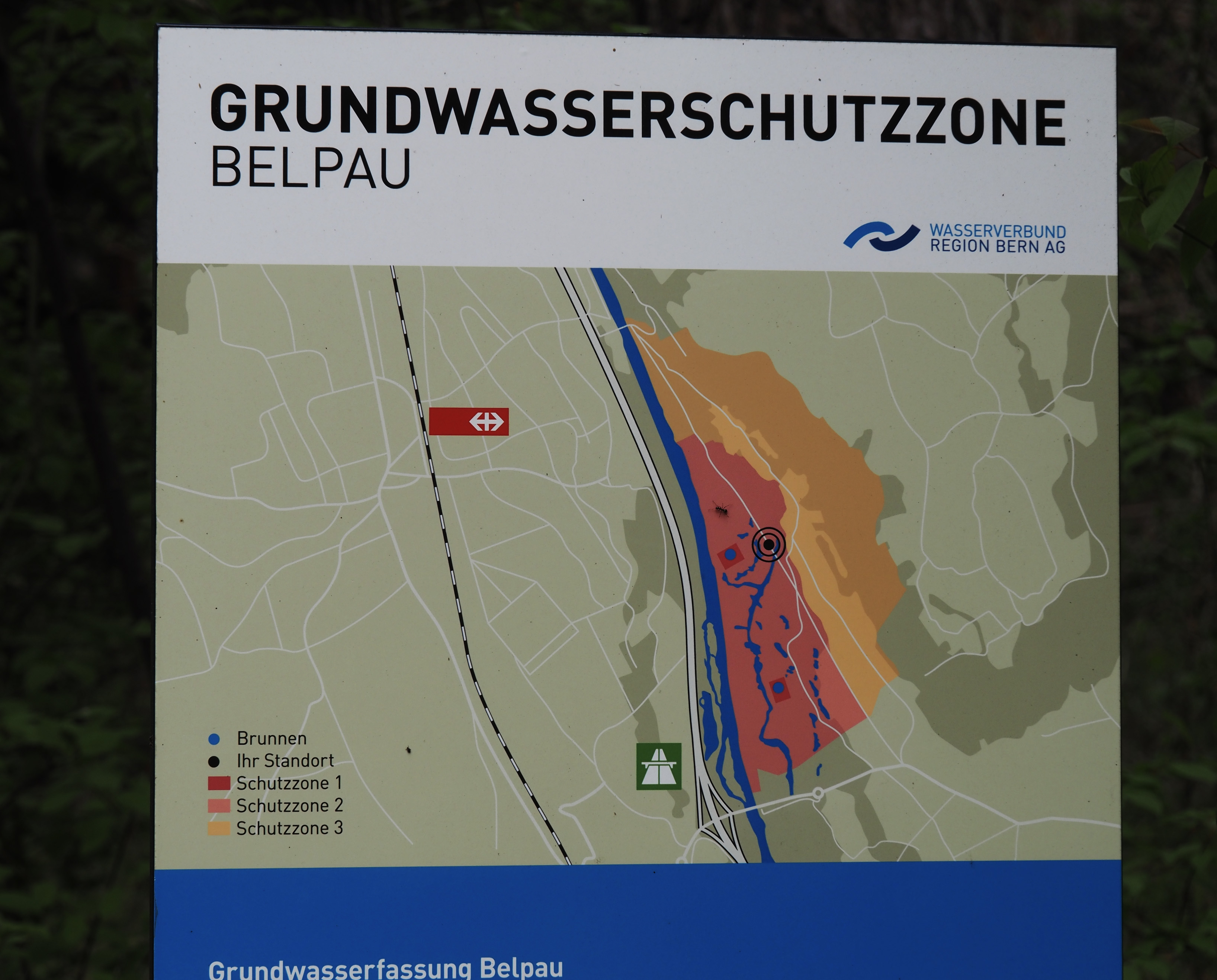
Grundwasserschutzzone in der Belpau
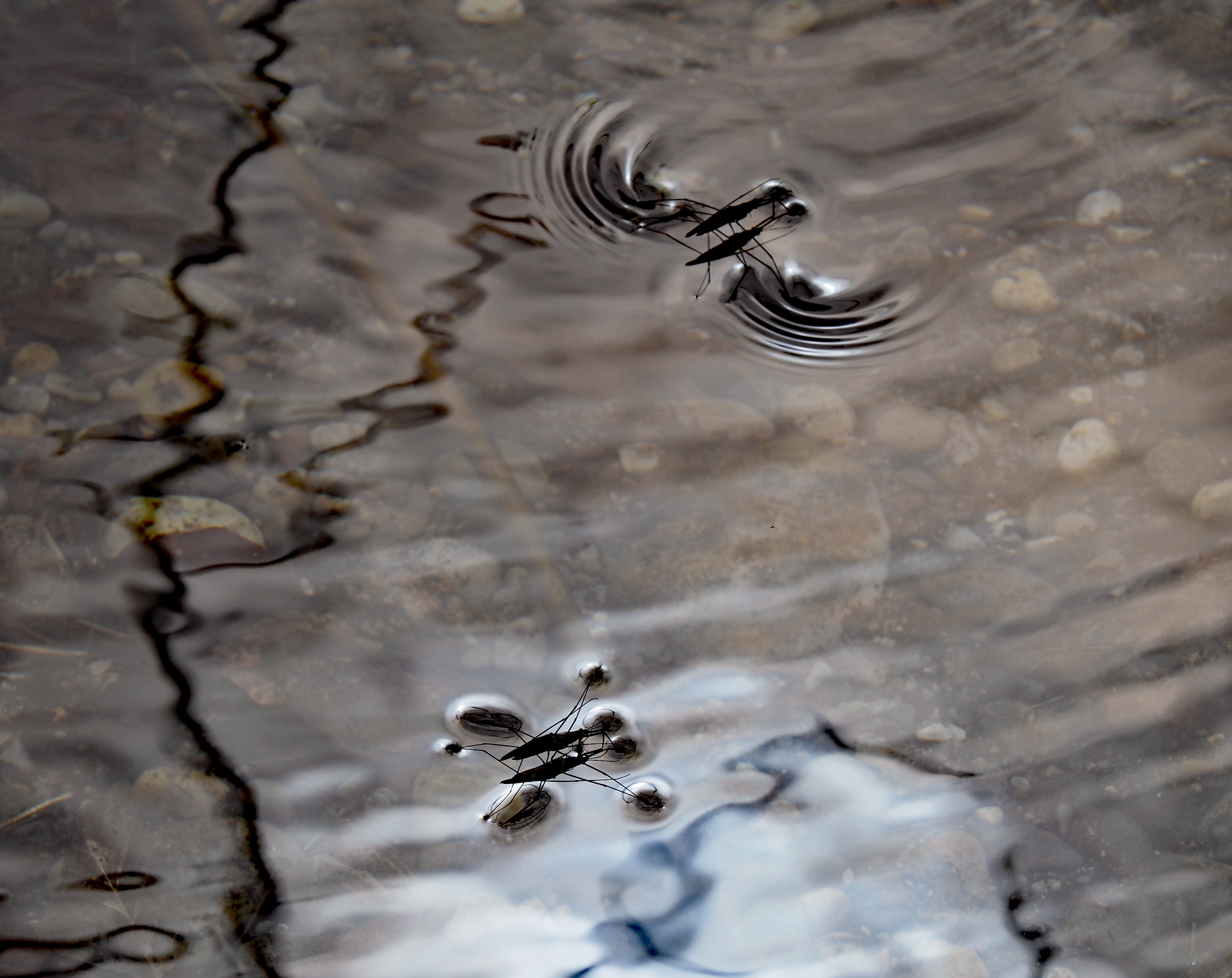
Wasserläufer
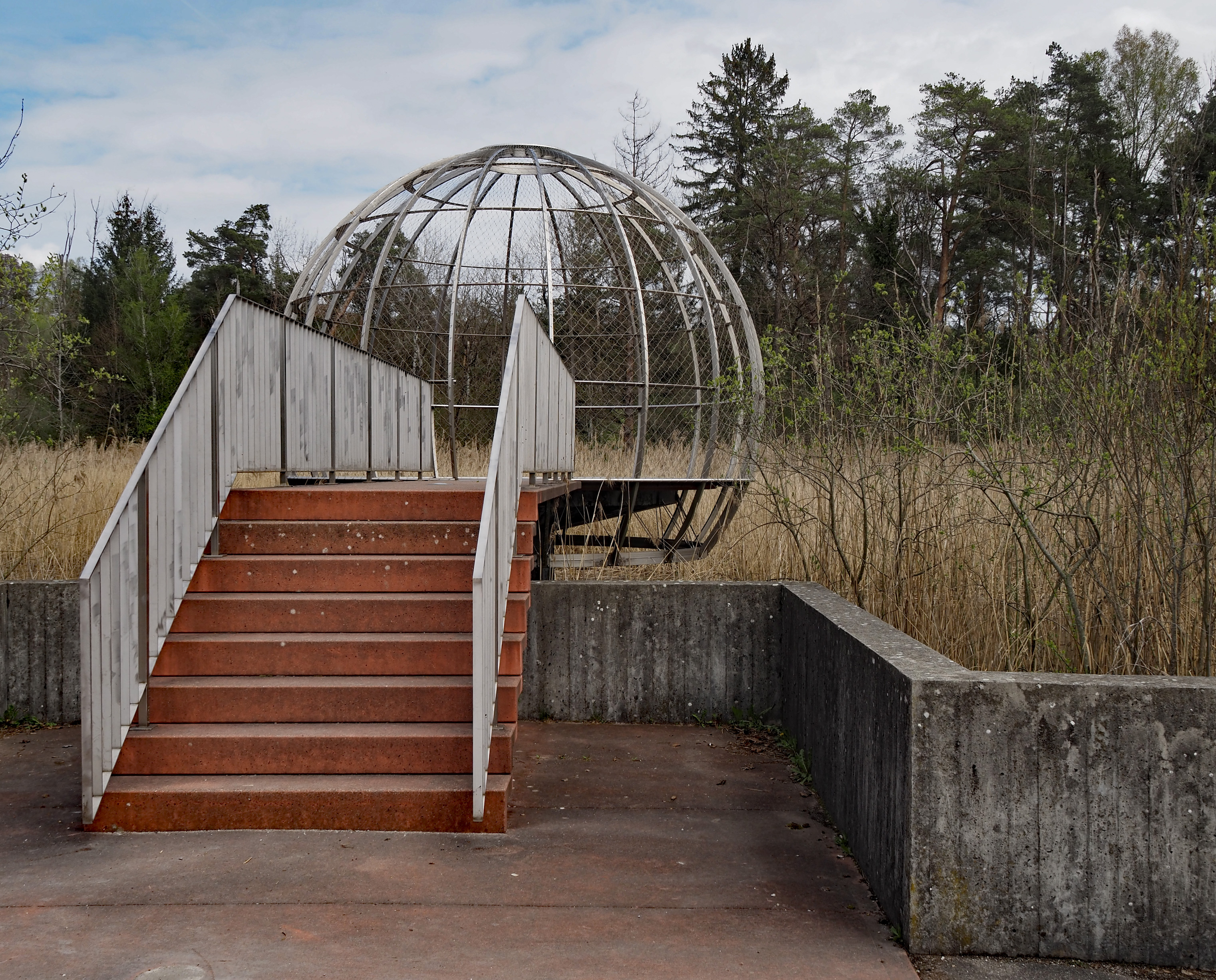
Aussichtsplattform Belper Giesse

Die vom KLN und später in ähnlichem Umfang auch vom BLN als schutzwürdig bezeichnete Aarelandschaft zwischen Thun mit der Fläche von 1040 Hektaren wurde durch den Regierungsrat des Kantons Bern mit einer Verordnung vom 30. März 1977 als kantonales Schutzgebiet ausgewiesen. In der Zone befinden sich mehrere kleinere, durch weitere Instrumente geschützte Teilgebiete:
| Lage (Swisstopo) | Gebietsname                         | Typ                                                                                       | Fläche in ha | Bild |
| ---------------- | ----------------------------------- | ----------------------------------------------------------------------------------------- | ------------ | ---- |
| CH-28            | Belpau                              | Smaragdgebiet                                                                             | 436          |      |
| BE-280           | Aare/Giessen                        | Moorlandschaft von nationaler Bedeutung                                                   | 256          |      |
| BE-69            | Belper Giessen                      | Auenlandschaft von nationaler Bedeutung                                                   | 417,5        |      |
|                  | Auwald Wichtrach                    | Auenlandschaft                                                                            |              |      |
|                  | Hunzigen Giesse                     | Auenlandschaft                                                                            |              |      |
|                  | Elfenau                             | kantonales Schutzgebiet                                                                   |              |      |
|                  | Selhofenzopfen                      | kantonales Schutzgebiet und national bedeutendes Auengebiet                               |              |      |
| 2640             | Hunzigeguet                         | Flachmoor von nationaler Bedeutung                                                        | 8,6          |      |
| 2635             | Au bei Kleinhöchstetten             | Flachmoor von nationaler Bedeutung                                                        | 15,4         |      |
| 2634             | Au bei Märchligen                   | Flachmoor von nationaler Bedeutung                                                        | 9,5          |      |
| BE120            | Wehrliau                            | Amphibienlaichgebiet von nationaler Bedeutung                                             | 0,9          |      |
|                  | Heimbergau                          | Amphibienlaichgebiet von nationaler Bedeutung (Teil des KLN-Gebiets, fehlt im BLN-Objekt) |              |      |
| BE558            | Neuenzälgau                         | Amphibienlaichgebiet von nationaler Bedeutung                                             | 21,5         |      |
| BE973            | Belpau                              | Amphibienlaichgebiet von nationaler Bedeutung                                             | 84           |      |
| BE968            | Aareaue bei Belp                    | Amphibienlaichgebiet von nationaler Bedeutung                                             | 110          |      |
| BE574            | Kleinhöchstettenau                  | Amphibienlaichgebiet von nationaler Bedeutung                                             | 24,2         |      |
| BE569            | Märchligenau-Flühli                 | Amphibienlaichgebiet von nationaler Bedeutung                                             | 9,3          |      |
|                  | Mittelwald Obere Belpau             | Waldreservat                                                                              | 38           |      |
|                  | Grundwasserschutzzone in der Belpau |                                                                                           |              |      |

Der Berghang am linken Aareufer befindet sich ausserdem auf der Strecke von Thalgut bei Jaberg bis zur Hunzigenbrücke bei Belp zusammen mit dem ganzen Belpberg im ausgedehnten voralpinen Gebiet des Regionalen Naturparks Gantrisch.
Auf der Ebene Belpmoos erstreckt sich über eine weite Fläche neben dem Flugplatz Bern-Belp eine Grünzone, die als grösste Magerwiese des Schweizer Mittellands bekannt ist. Sie wurde zwar in das kantonale Inventar, aber bei den frühen Revisionen noch nicht in das Bundesinventar der Trockenwiesen und -weiden von nationaler Bedeutung aufgenommen. Ein von der Botanikerin Mary Leibundgut erhobenes Arteninventar beschreibt das Biotop. Die für Insekten und Vögel wertvolle Fläche liegt ausserhalb des BLN-Landschaftsschutzgebiets, ergänzt jedoch den für die Biodiversität bedeutenden Lebensraum an Aare und Gürbe. Der bedeutende Naturraum ist durch ein geplantes Photovoltaikprojekt mit dem Namen «Belpmoos Solar» bedroht.

## Schutzziele
Gemäss dem Zweck des Bundesinventars der Landschaften und Naturdenkmäler von nationaler Bedeutung und der andern Schutzinstrumente gelten für die Aarelandschaft BLN-Gebiet 1314 zahlreiche Vorschriften und mehrere allgemeine Schutzziele. Das BLN bezeichnet als Hauptzweck der Schutzmassnahmen die Erhaltung
- der zusammenhängenden und reich strukturierten Flusslandschaft,
- der Qualitäten des Flusses als Lebensraum für charakteristische Arten, insbesondere für strömungsliebende Fischarten,
- des zusammenhängenden Auensystems in seiner Dynamik und mit seinen Lebensräumen sowie deren charakteristischer Pflanzen- und Tierarten,
- der Moorbiotope mit ihren charakteristischen Pflanzen- und Tierarten,
- der besonderen, landschaftlich prägenden Reliefformen und geomorphologischen Elemente wie Grundwasseraufstösse, Giessen, Schotterterrassen, Erosionskanten und Altläufe,
- der Vernetzung der Lebensräume,
- der Wälder und insbesondere der Auenwälder und
- einer standortgerechten landwirtschaftlichen Nutzung.